# Major e longinquo reverentia

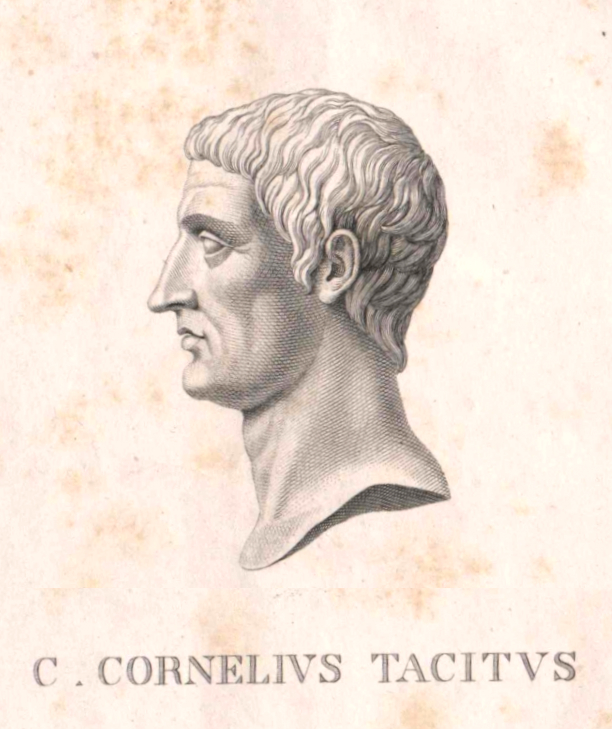

 (juillet 2024).
- Si vous ne connaissez pas le sujet, laissez ce bandeau (vous pouvez alors contacter les auteurs).
- Si vous supprimez le contenu mis en cause (vous pouvez préalablement contacter les auteurs),

argumentez précisément cette suppression dans la page de discussion
(un manque de référence n'est pas un argument ; une recherche réelle de référence doit avoir été effectuée, être formellement documentée).
Major e longinquo reverentia est une citation de Tacite qui signifie que plus l'objet de notre admiration est éloigné, plus cette admiration en deviendra importante. La locution latine se traduit en français par « L'éloignement augmente le prestige » (litt. : « plus grande par l'éloignement le prestige ».

## Origine littéraire
Cette citation extraite des Annales (livre d'Histoire couvrant la période des quatre empereurs qui ont succédé à l'empereur Auguste) fait référence à la grandeur supposée des empereurs du passé.
Ainsi, et aussi sûrement que la distance, le temps qui passe nous éloigne des réalités et permet d'oublier la paranoïa de Tibère, la lâcheté de Claude ou la folie de Néron.

## Signification
Au contraire de « Loin des yeux, loin du cœur » (proverbe expliquant que l'amour ne survit que rarement à la distance géographique), le prestige s’acquiert avec une certaine distance entre les admirateurs et l'admiré. On aurait ainsi, le plus souvent, une certaine tendance à idolâtrer les personnalités éloignées de nous, que ce soit géographiquement ou temporellement.
Ainsi, on admire plus facilement César ou Napoléon pour leurs immenses qualités militaires car ils nous sont lointains, historiquement parlant. Tandis que s'ils vivaient aujourd'hui, on privilégierait davantage leurs qualités humaines que guerrières dans nos critères d'admiration. De même, certains auteurs antiques sont vite qualifiés de génies, en partie parce qu'ils ont écrit pendant l'Antiquité.
Dans une autre mesure, on est souvent déçu lorsqu’on rencontre pour la première fois une personnalité que l'on pensait plus belle ou plus sympathique.

## Utilisation et illustration actuelle
Tout d’abord, si l’on considère cet éloignement comme géographique, on peut citer le principe de l’Eldorado ou encore du Rêve américain, alors que souvent les migrants restent pauvres. En effet, ces deux concepts reposent sur une contrée mythique, lointaine, qui permettrait d'avoir une vie meilleure.
Ensuite et enfin, elle peut aussi être utilisé dans un contexte plus quotidien. Par exemple, beaucoup de personnes parlent du bon vieux temps, temps où les vieilles personnes parlaient aussi du bon vieux temps. Ainsi, les gens préfèrent souvent le passé au présent car l’éloignement (de ce passé) augmente le prestige (de ce passé).
C'est une des références latines utilisées dans l'album "Astérix chez les Helvètes".